# جناس
جناس به یکسان بودن دو یا چند واژه در واج‌های سازنده می‌گویند، گرچه معنی متفاوتی داشته باشند. دو واژه هم‌جنس گاه به جز معنی تفاوتِ دیگری ندارند و گاه علاوه بر معنی، در یک مصوت یا همخوان با هم متفاوت‌اند. به دو واژه هم‌جنس ویا هم‌معنی که در یک مصراع یا بیت به کار می‌رود، ارکان جناس گویند. ارزش جناس به موسیقی و آهنگی است که در سخن می‌آفریند و زیبایی جناس در گرو پیوندی است که با معنی سخن دارد. جناس هم در شعر و هم در نثر به کار می‌رود. جناس تام، یکسانی دو واژه در تعداد و ترتیب واج‌هاست؛ بر موسیقی درونی مصراع یا جمله می‌افزاید. به این بیت شعر از حافظ توجه کنید:
| بر دوخته‌ام دیده چو باز از همه عالم |  | تا دیدهٔ من بر رخ زیبای تو باز است |

## انواع جناس

### جناس ناقص (ناهمسان) حرکتی
یکسان بودن دو یا چند واژه در صامت‌ها (حروف بی‌صدا) و اختلاف آنها در مصوت‌های (حرف‌های صدادار) کوتاه است. تکرار صامت‌ها، موسیقی درونی مصراع را پدید می‌آورد؛ مانند:
- مثال

| شکر کند چرخ فلک، از مَلِک و مُلک و مَلَک |  | کز کرم و بخشش او، روشن و بخشنده شدم |

در بیت بالا، سه واژهٔ «مَلِک، مُلک، مَلَک» به کار رفته‌اند؛ صامت‌های هر سه واژه یکسان اما واکه‌های کوتاه آنان و همچنان معنی‌شان با هم متفاوت است.
- مثال۲

| پس طفل کآرزوی ترازوی زر کُنَد |  | نارنج از آن کَنَد که ترازو کُنَد ز پوست |

- مثال۳

| زمان خوشدلی دَریاب و دُریاب |  | که دائم در صدف گوهر نباشد |

دریاب اولی با فتحه است و دریاب دومی با ضمه.

### جناس ناقص (ناهمسان) اختلافی
شباهت یک واژه در حرف اول، وسط یا آخر است. جناس میان دو واژه آنگاه جناس ناقص خوانده می‌شوند که اختلاف آنها بیش از یک حرف باشد. مانند:
- مثال

| بدان گه که خیزد خروش خروس |  | ز درگاه برخاست آوای کوس        |
| چو ایران نباشد تن من مباد |  | در این بوم بر، زنده یک تن مباد |

در این مثال، دو واژه «خروش» و «خروس» در کنار هم آمده‌اند، آخرین صامت دو واژه با هم متفاوت است. هماهنگی این دو واژه در بقیه صامت‌ها و مصوت‌ها و هماهنگی حرف اول آن‌ها با «خیزد» از عوامل آفرینش موسیقی در مصناس در کتب سنتی، به تفکیک اختلاف در حرف اول، وسط و آخر، جناس مضارع، لاحق و مطرف نامیده می‌شده‌است.
- مثال

| در حلقه گُل و مُل خوش خواند دوش بلبل |  | هات اصبوح هبوا یا ایها السکارا |

گُل و مُل در حرف اول با هم اختلاف دارند.
- مثال

| هنگام تنگدستی در عیش کوش و مستی |  | کین کیمیای هستی قارون کند گدا را |

دستی، مستی و هستی فقط در حرف نخست باهم متفاوتند.
- مثال

| جذبات شوقک الجمت بسلاسال الغم و البلا |  | هم عاشقان شکسته‌دل که دهند جان بره ولا |

بلا و ولا در حرف نخست با هم متفاوتند.

### جناس ناقص (ناهمسان) افزایشی
اختلاف یک واژه در معنی و تعداد حروف است. این نوع جناس در کتب سنتی جناس زاید یا مُذَیّل نامیده می‌شده‌است. در جناس ناقص افزایشی، افزایش ممکن است در حرف اول، وسط و آخر رخ دهد. مانند:
- مثال

| سرو چمان من چرا میل چمن نمی‌کند |  | همدم گل نمی‌شود، یاد سمن نمی‌کند |

در این بیت، واژهٔ «چمان» یک حرف بیشتر از «چمن» دارد. حرف در وسط آن افزوده شده‌است. همسانی سه صامت دیگر در این دو واژه و همراهی «چمان» و «چمن» با واژهٔ «چرا» در آفرینش موسیقی درونی نقش داشته‌است.
- مثال

| جان بی جمال جانان میل جهان ندارد |  | هر کس که این ندارد حقا که آن ندارد |

جان و جهان جناس افزایشی دارند.
- مثال

| شادی مجلسیان در قدم و مقدم توست |  | جای غم باد هران دل که نخواهد شادت |

قدم و مقدم جناس افزایشی دارند.
- مثال

| تو که فلس ماهی حیرتی چه زنی ز بحرِ وجود دم |  | بنشین چو طاهره دمبدم بشنو خروش نهنگِ لا |

دم و دمبدم جناس افزایشی دارند.
- مثال

| گر خیال جان همی هستت بدل اینجا میا |  | گر نثار جان و دل داری بیا و هم بیار |

بیا و بیار جناس افزایشی دارند.
- مثال

| تنت در جامه چون در جام باده |  | دلت در سینه چون در سیم آهن |

جام و جامه جناس افزایشی دارند.
- مثال

| پند گیرید ای سیاهیتان گرفته جای پند |  | عذر آرید ای سپیدیتان دمیده بر عذار |

عذر و عذار جناس افزایشی دارند.

### جناس تام (همسان)
آن است که دو واژه یا واج در خط و تلفظ یکسان باشند، ولی در معنی با هم تفاوت داشته باشند:
- مثال

| بهرام که گور می‌گرفتی همه عمر |  | دیدی که چگونه گور بهرام گرفت |

(«گور» در مصراع اول به معنی گورخر و در مصراع دوم به معنی قبر است)
- مثال

| خرامان بشد سوی آب روان |  | چنان چون شده بازیابد روان |

(رَوان در مصراع نخست به معنی جاری و درمصراع دوم به معنی جان و روح است)
- مثال

| نه من از روضه رضوان بدر افتادم و بس |  | پدرم نیز بهشت ابد از دست بهشت |

(بهشت اول به معنی جنت است و بهشت دوم بمعنی واگذاشت از مصدر هلیدن)
- مثال

| چراغ روی ترا گشت شمع پروانه |  | مرا ز حال تو با حال خویش پروانه |

(پروانه دوم به معنی پروایی نیست هست)
- مثال

| ای دلبر عیسی نفس ترسایی    |  | خواهم که به پیش من تو بی ترس آیی |
| گه اشک ز چشمِ تر من خشک کنی |  | گه بر لب خشکِ من لبِ تر سایی       |

(ترسایی اول با ترس آیی و تر سایی جناس تام دارد)